# Błahodatiwka (obwód chersoński)
Błahodatiwka (ukr. Благодатівка) – wieś na Ukrainie, w obwodzie chersońskim, w rejonie berysławskim. W 2001 liczyła 349 mieszkańców, spośród których 329 posługiwało się językiem ukraińskim, 17 rosyjskim, a 3 białoruskim.